# Вельс, Андреас
Андреаc Велс (нем. Andreas Wels; род. 1 января 1975, Шёнебек, Саксония-Анхальт) — немецкий прыгун в воду, вице-чемпион Олимпиады 2004 года в Афинах, вице-чемпион мира 2003 года. Двукратный чемпион европейских чемпионатов.

## Спортивная биография
Первым серьёзным спортивным стартом для Андреаса Велса стали Олимпийские игры в Атланте, где в соревнованиях на трёхметровом трамплине 21-летний Андреас сумел попасть в финал, но занял там только 12 место. Всего на счету Велса участие на трёх Олимпийских играх. Наивысшим результатом для Андреаса является серебро Олимпийских игр в Афинах в синхронных прыжках с трамплина в паре со своим постоянным партнёром Тобиасом Шелленбергом.

## Интересные факты
В 2010 году Андреас Велс являлся одним из претендентов на звание лучшего прыгуна десятилетия, но в результате голосования награду получил Дмитрий Саутин.

## Примечание
1. ↑  Дмитрий Саутин — лучший спортсмен десятилетия в прыжках в воду! Дата обращения: 14 декабря 2010. Архивировано 4 мая 2010 года.